# Brachirus harmandi
Brachirus harmandi är en fiskart som först beskrevs av Sauvage, 1878.  Brachirus harmandi ingår i släktet Brachirus och familjen tungefiskar. IUCN kategoriserar arten globalt som livskraftig. Inga underarter finns listade.